# Julia Boserupová

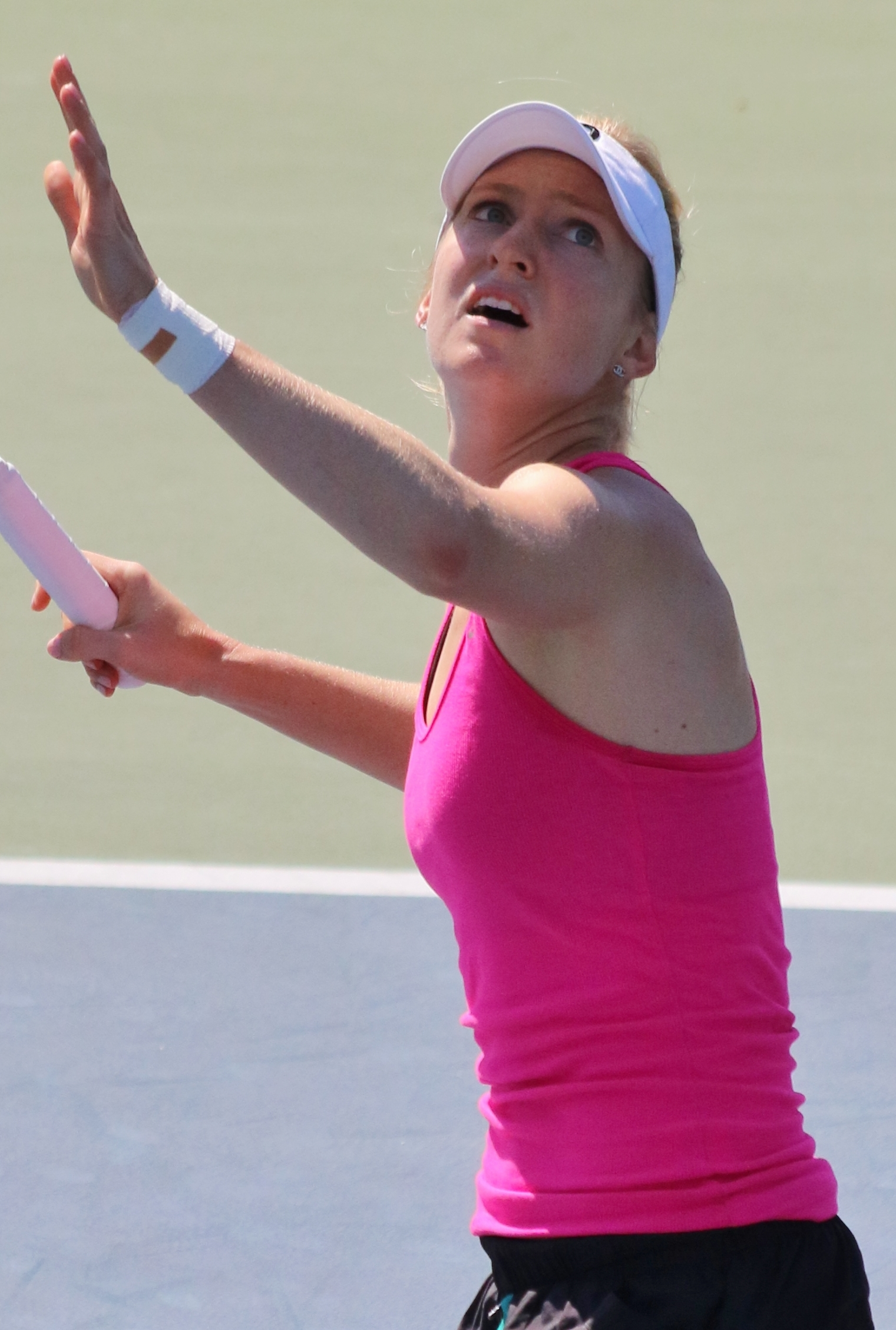
Smeč na US Open 2016

Julia Boserupová (* 9. září 1991 Santa Monica, Kalifornie) je americká profesionální tenistka s dánskými kořeny. Ve své dosavadní kariéře na okruhu WTA Tour nevyhrála žádný turnaj. V rámci okruhu ITF získala do června 2017 tři tituly ve dvouhře a jeden ve čtyřhře.
Na žebříčku WTA byla ve dvouhře nejvýše klasifikována v květnu 2017 na 85. místě a ve čtyřhře pak v říjnu 2011 na 277. místě. Trénuje ji Raj Chaudhuri.
V americkém fedcupovém týmu neodehrála k listopadu 2017 žádné mezistátní utkání.

## Soukromý život
Narodila se roku 1991 v kalifornské Santa Monice do rodiny Anne-Marie a Viga Boserupových. Matka, rodilá Dánka, ji v šesti letech zapsala na hodiny tenisu. Trénuje v tenisovém klubu Newport Beach. Za oblíbený povrch uvedla trávu. Hovoří anglicky a dánsky.
V sezóně 2012 utrpěla únavové zlomeniny obou noh a rekonvalesce trvala jeden a půl roku, než se vrátila na dvorce.

## Tenisová kariéra
V roce 2008 vyhrála juniorský USTA Dunlop Orange Bowl. V boji o titul zdolala krajanku Christinu McHaleovou po setech 6–4, 2–6 a 6–3.
V rámci hlavních soutěží událostí okruhu ITF debutovala v lednu 2006, když na turnaj v Tampě s dotací 25 tisíc dolarů obdržela divokou kartu do čtyřhry. V páru s Tiyou Rolleovou prohrály v úvodním kole. Hlavní singlovou soutěž hrála poprvé v březnu 2007 během kalifornské události v Reddingu s rozpočtem 25 tisíc dolarů, kde v první fázi vypadla s krajankou Alexou Glatchovou. Na reddingském turnaji pak v roce 2011 získala premiérový titul po finálové výhře nad zástupkyní ruského tenisu Olgou Pučkovovou.
Ve dvouhře na okruhu WTA Tour debutovala červencovým LA Women's Tennis Championships 2008. Na úvod kvalifikace podlehla japonské tenistce Rice Fudžiwarové. O necelý měsíc později si poprvé zahrála kvalifikaci grandslamu – US Open 2008, v níž podlehla Rusce Nině Bratčikovové.
Premiérový start v hlavní soutěži okruhu WTA Tour přišel na červnovém E-Boks Danish Open 2011 ve Farumu u Kodaně. Po obdržení divoké karty však v první fázi śkončila na raketě čínské hráčky Čang Šuaj. Až do čtvrtfinále se z kvalifikace probojovala na Monterrey Open 2014 poté, co v úvodním kole vyřadila dvacátou čtvrtou ženu klasifikace Kirsten Flipkensovou z Belgie.
Debut v hlavní soutěži nejvyšší grandslamové kategorie zaznamenala ve dvouhře Wimbledonu 2016, kde z pozice 225. hráčky žebříčku WTA prošla kvalifikačním sítem. Po výhře nad Němkou Tatjanou Mariovou 6–4, 0–6, 6–2, jí ve druhém setu druhého kola skrečovala sedmá nasazená Švýcarka Belinda Bencicová pro poranění levého zápěstí. Ve třetí fázi vypadla s Ruskou Jelenou Vesninovou poměrem 5–7 a 5–7.

## Finále na okruhu ITF
| 100 000 $ tournaments |
| 75 000 $ tournaments  |
| 50 000 $ tournaments  |
| 25 000 $ tournaments  |
| 15 000 $ tournaments  |
| 10 000 $ tournaments  |

### Dvouhra: 6 (3–3)
| Stav       | č. | datum             | turnaj                         | povrch    | soupeřka ve finále   | výsledek      |
| ---------- | -- | ----------------- | ------------------------------ | --------- | -------------------- | ------------- |
| Finalistka | 1. | 10. července 2011 | Waterloo, Kanada               | antuka    | Sharon Fichmanová    | 3–6, 6–4, 4–6 |
| Vítězka    | 1. | 13. září 2011     | Redding, Spojené státy         | tvrdý     | Olga Pučkovová       | 6–4, 2–6, 6–3 |
| Finalistka | 2. | 30. října 2011    | Saguenay, Kanada               | tvrdý (h) | Tímea Babosová       | 6–7, 3–6      |
| Vítězka    | 2. | 30. ledna 2012    | Rancho Santa Fe, Spojené státy | tvrdý     | Lauren Davisová      | 6–0, 6–3      |
| Finalistka | 3. | 13. července 2014 | Sacramento, Spojené státy      | tvrdý     | Olivia Rogowská      | 2–6, 5–7      |
| Vítězka    | 3. | 11. května 2015   | Raleigh, Spojené státy         | antuka    | Samantha Crawfordová | 6–3, 6–2      |

### Čtyřhra: 4 (1–3)
| Stav       | č. | datum             | turnaj              | povrch | spoluhráčka          | soupeřky ve finále                          | výsledek |
| ---------- | -- | ----------------- | ------------------- | ------ | -------------------- | ------------------------------------------- | -------- |
| Finalistka | 1. | 12. října 2009    | Kansas City, USA    | tvrdý  | Laura Granvilleová   | Lilia Osterlohová Anna Tatišviliová         | 0–6, 3–6 |
| Runners-up | 2. | 8. listopadu 2010 | Phoenix, USA        | tvrdý  | Sloane Stephensová   | Tetiana Lužanská Coco Vandewegheová         | 5–7, 4–6 |
| Finalistka | 3. | 4. listopadu 2013 | Captiva Island, USA | tvrdý  | Alexandra Muellerová | Gabriela Dabrowská Allie Willová            | 1–6, 2–6 |
| Vítězka    | 1. | 28. září 2015     | Las Vegas, USA      | tvrdý  | Nicole Gibbsová      | Paula Cristina Gonçalvesová Sanaz Marandová | 6–3, 6–4 |